# Bitva o Pointe du Hoc

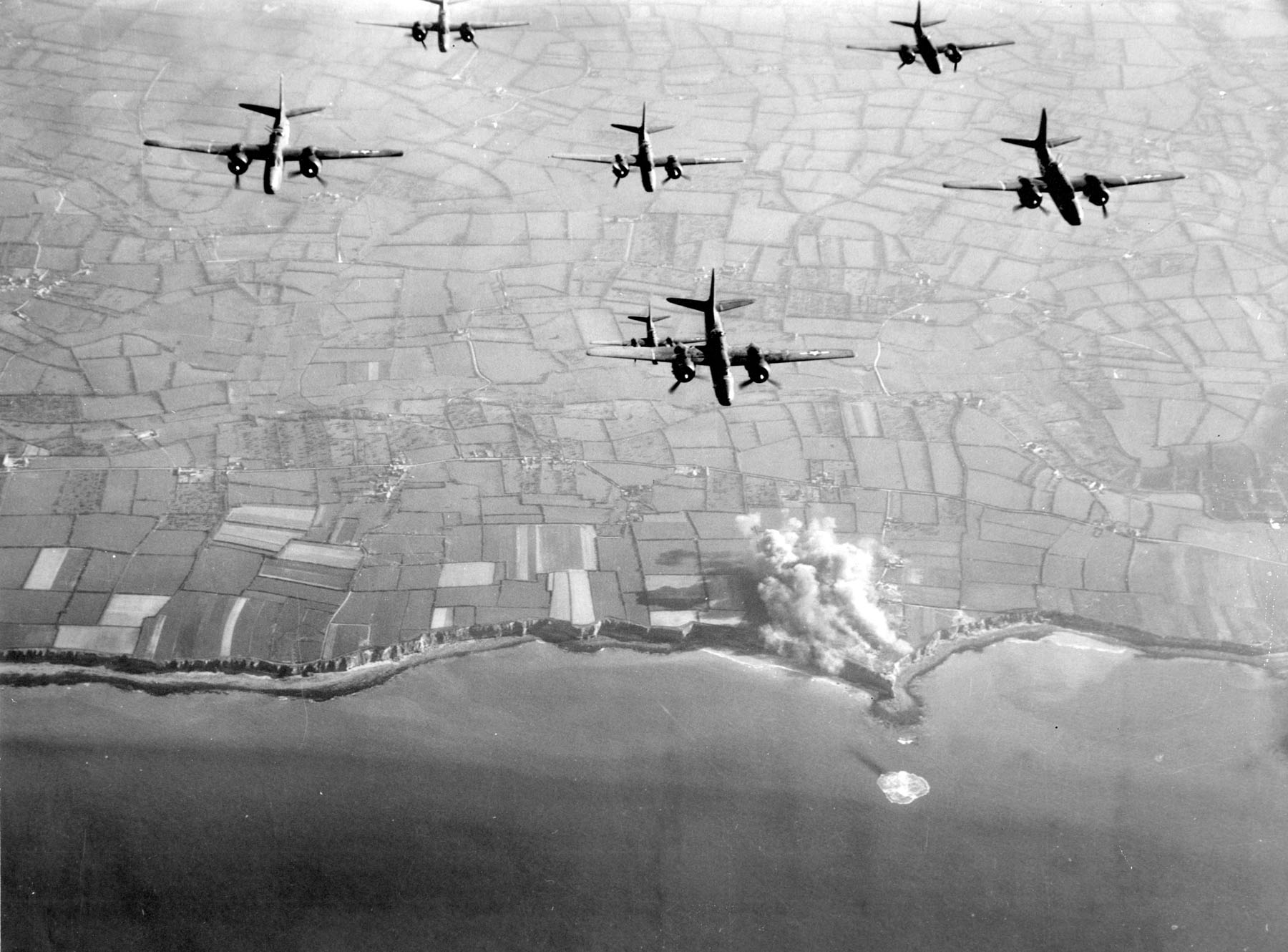
Střední spojenecké bombardéry nad Pointe du Hoc

Bitva o Pointe du Hoc bylo střetnutí amerických Rangerů s německými obránci během bitvy o Normandii. Patří mezi nejznámější a největší střetnutí v historii této složky.
Pointe du Hoc je útes situovaný mezi dvě přistávací zóny Američanů, který byl formálně součástí pláže Omaha, sektoru Charlie. Přesto se stal cílem samostatného útoku jednotek Rangers, které měly zdolat 30metrové pobřežní útesy s cílem umlčet dělostřelectvo na jejich vrcholu.
Pointe du Hoc vybíhal do moře 7 kilometrů západně od pláže Omaha a poskytoval základnu, z níž mohla německá děla s větším dostřelem ohrožovat jednotky vyloďující se na pláži Omaha i na pláži Utah. Americká výzvědná služba zde odhalila pět 155 mm děl v betonových bunkrech. Američtí velitelé se shodli v tom, že likvidace těchto děl je klíčová pro osud amerických vojsk na Omaze a Utahu. Oblast byla bráněna vojáky německé 352. pobřežní divize.
Úkol zničit děla a přerušit silnici z Saint-Pierre-du-Mont do GrandCampu dostaly 2. a 5. prapor Rangers pod velením podplukovníka Jamese Ruddera. Roty D, E a F 2. praporu se měly vylodit a zdolat útesy, zatímco úkolem roty C bylo zničit postavení děl. Roty A a B spolu s 5. praporem měly čekat na signál, že zdolání útesů bylo úspěšné. Pokud by signál přišel, měly se připojit k útoku, pokud ne, měly se vylodit na Omaze a pokračovat v útoku na Pointe zezadu.
Jednotky D, E a F přistály u Pointe v 7:10, 40 minut po plánovaném termínu. Cestu jim ztížily velký vítr a vlny, jeden vyloďovací člun se cestou potopil. Ale hned po přistání vyrazili Rangers do útoku a během krátké chvíle se dostali nahoru na útesy. Když se probojovali k bunkrům, zjistili, že jsou prázdné. Obsadili silnici do Pointe a asi 500 m od bunkrů nalezli děla mířící na pláž Utah spolu s jednotkou asi 100 Němců. Děla byla zničena, poté se vojáci vrátili do svých postavení.
Druhý sled, když neobdržel domluvený signál, se vylodil na Omaze, ale nebyl schopen zaútočit zezadu, protože samotný boj na Omaze byl velmi složitý. Tyto jednotky byly ale klíčové pro postup z Omahy.
Přestože první hlášení uváděla útok na Pointe jako zmařené úsilí, protože německá děla nebyla na svých místech, byl tento útok velmi úspěšný. V 9:00 Rangers přerušili silnici z Pointe a vyřadili děla z provozu. Stali se první americkou jednotkou, která v den D splnila své úkoly. V malé kapse na vrcholku Pointe Rangers vydrželi a ubránili se po dva dny německým protiútokům, než přišla pomoc.

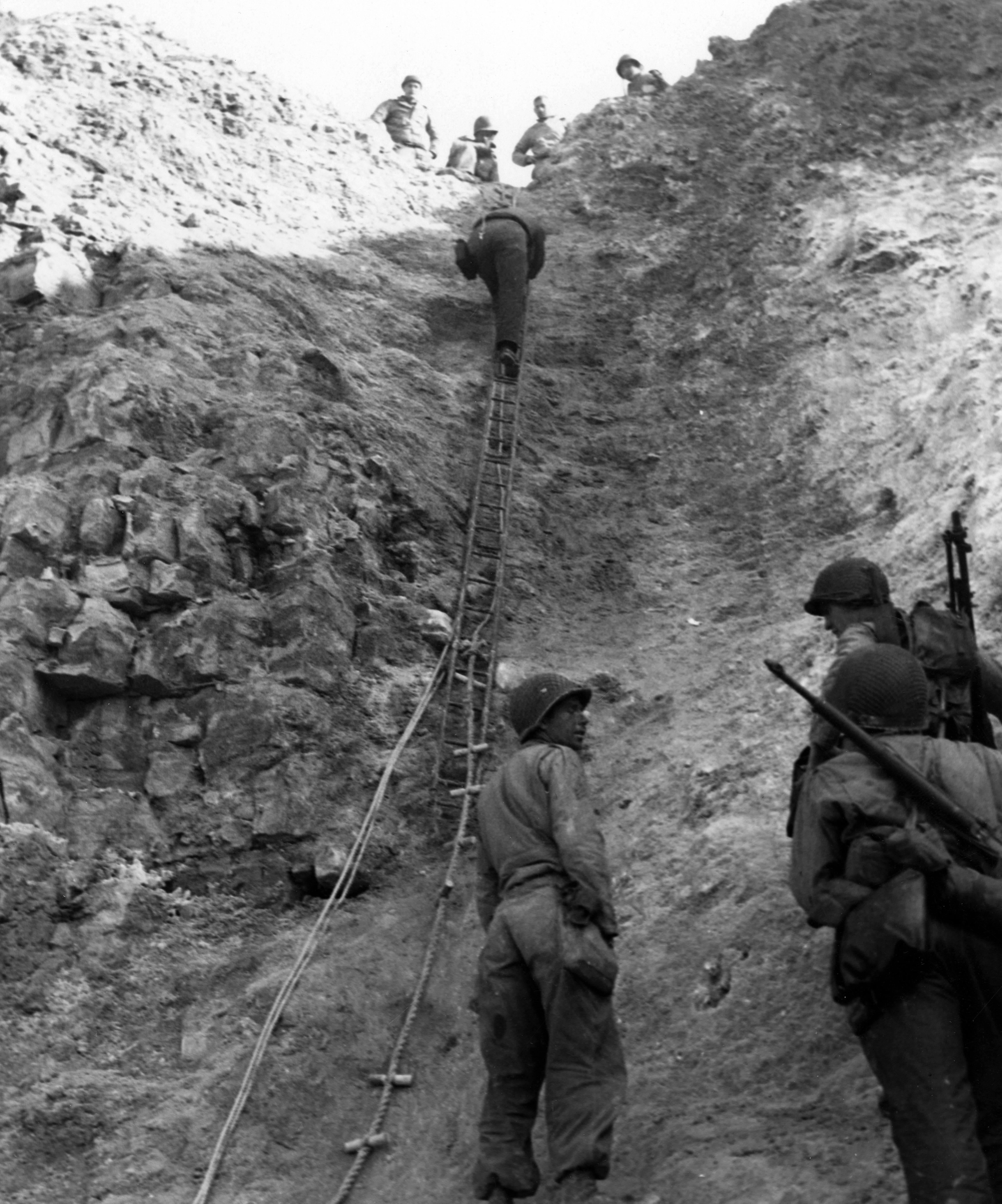
Američtí Rangers z 2. praporu předvádějí provazové žebříky, jejichž pomocí zdolali útes Pointe du Hoc.